# Ferrari F40
A Ferrari F40 é um automóvel superesportivo coupé de duas portas, de tração traseira e motor central-traseiro, projetado com conceitos aerodinâmicos utilizados em carros de competição. Porém, seu foco de vendas era estritamente comercial, não sendo planejado para corridas. Foi a sucessora do modelo 288 GTO e é considerada a avó do modelo Ferrari Enzo (modelo que foi batizado com o nome do fundador da empresa), e o último carro feito com a supervisão pessoal de Enzo Ferrari, falecido no ano de 1988. Foi apresentada em 21 de julho de 1987, fabricada para comemorar o quadragésimo aniversário da marca italiana Ferrari. Naquele tempo, foi o carro mais veloz do mundo a ser produzido em série, chegando à 324 km/h, uma marca impressionante para a época.
Seu design foi desenvolvido pelo estúdio Pininfarina, e tinha a ideia de dar ao carro maior velocidade, sem perder estabilidade. Suas curvas criam menos resistência com o ar e o spoiler dianteiro, assim como o aerofólio traseiro, contribuem para que o carro possua muita aderência ao solo. O aerofólio traseiro ainda possui a função de proteger a tampa traseira, feita de Perspex (um material plástico transparente mais resistente que o vidro que foi utilizado em todas as janelas do carro) da força da pressão.
Sua produção efetiva se iniciou em 1988, terminando de ser fabricada em 1991, sendo produzidas 1.311 unidades no total.
 "Se Deus fosse uma máquina, certamente seria uma F40" (Enzo Ferrari).

## Origem

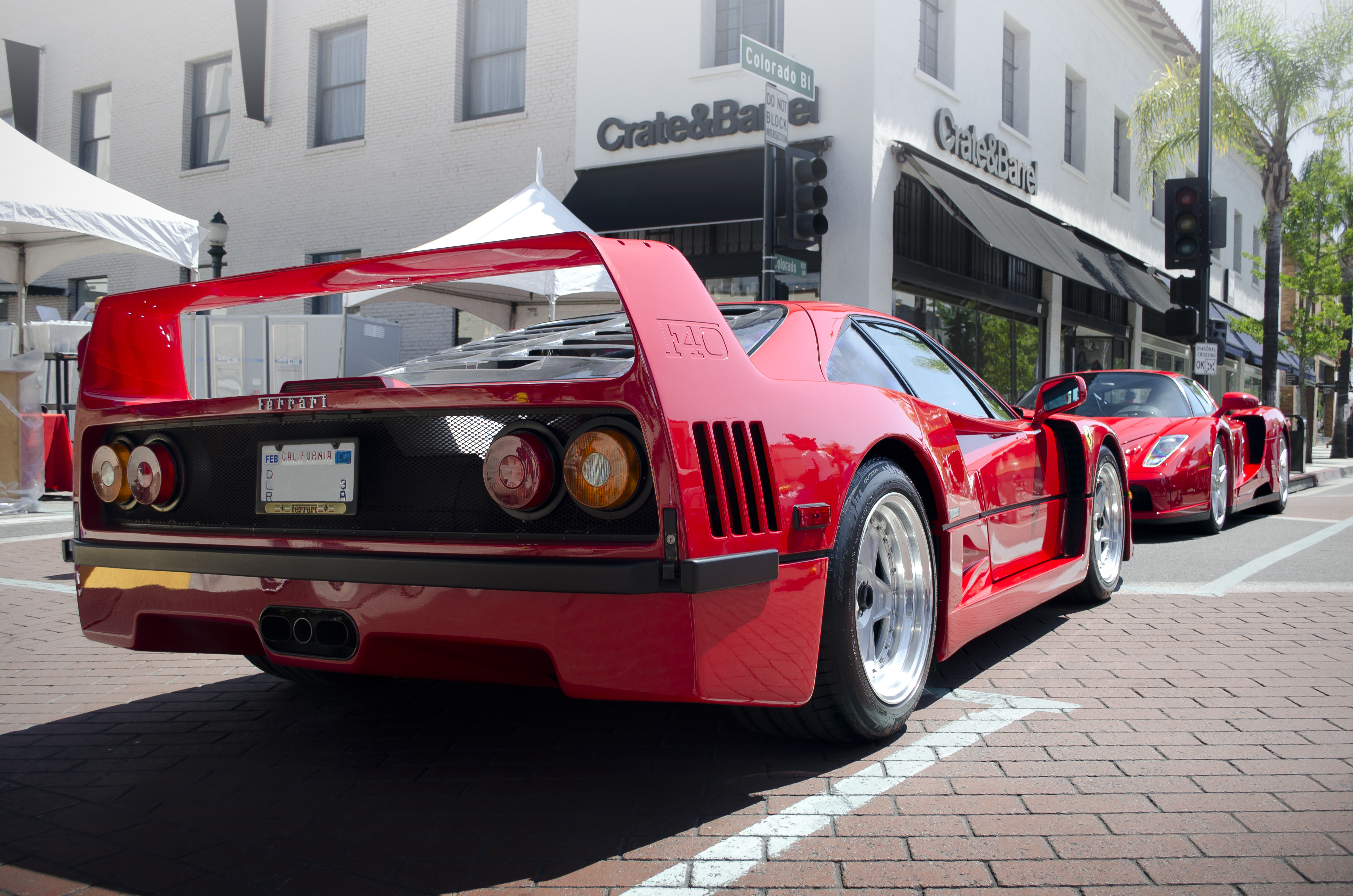
Ferrari F40, vista de traseira.

No início em 1984, a fábrica de Maranello tinha começado a desenvolver um modelo superior à 288 GTO para competir contra o Porsche 959 no Grupo B da FIA. No entanto, quando a FIA colocou um ponto final na categoria Grupo B para a temporada de 1986, após a morte do piloto Henri Toivonen e do navegador Sergio Cresto, Enzo Ferrari ficou com cinco unidades da chamada 288 GTO Evoluzione, e nenhuma série de corridas para inscrevê-las. O desejo de Enzo de deixar um supercarro como seu legado final, permitiu que o programa Evoluzione desenvolvesse e produzisse um carro para uso exclusivo em estradas. Um dos membros do departamento de marketing da Ferrari é citado pela frase: "Nós queríamos que fosse muito rápido, esportivo ao extremo e espartano. Os clientes estavam dizendo que nossos carros estavam se tornando muito luxuoso e confortáveis. A F40 é para os mais entusiastas dos nossos proprietários que não querem nada, além de puro desempenho. Não é um laboratório para o futuro, como o 959, não é Star Wars, e não foi criado porque a Porsche construiu o 959, teria acontecido de qualquer maneira."

## Desenvolvimento

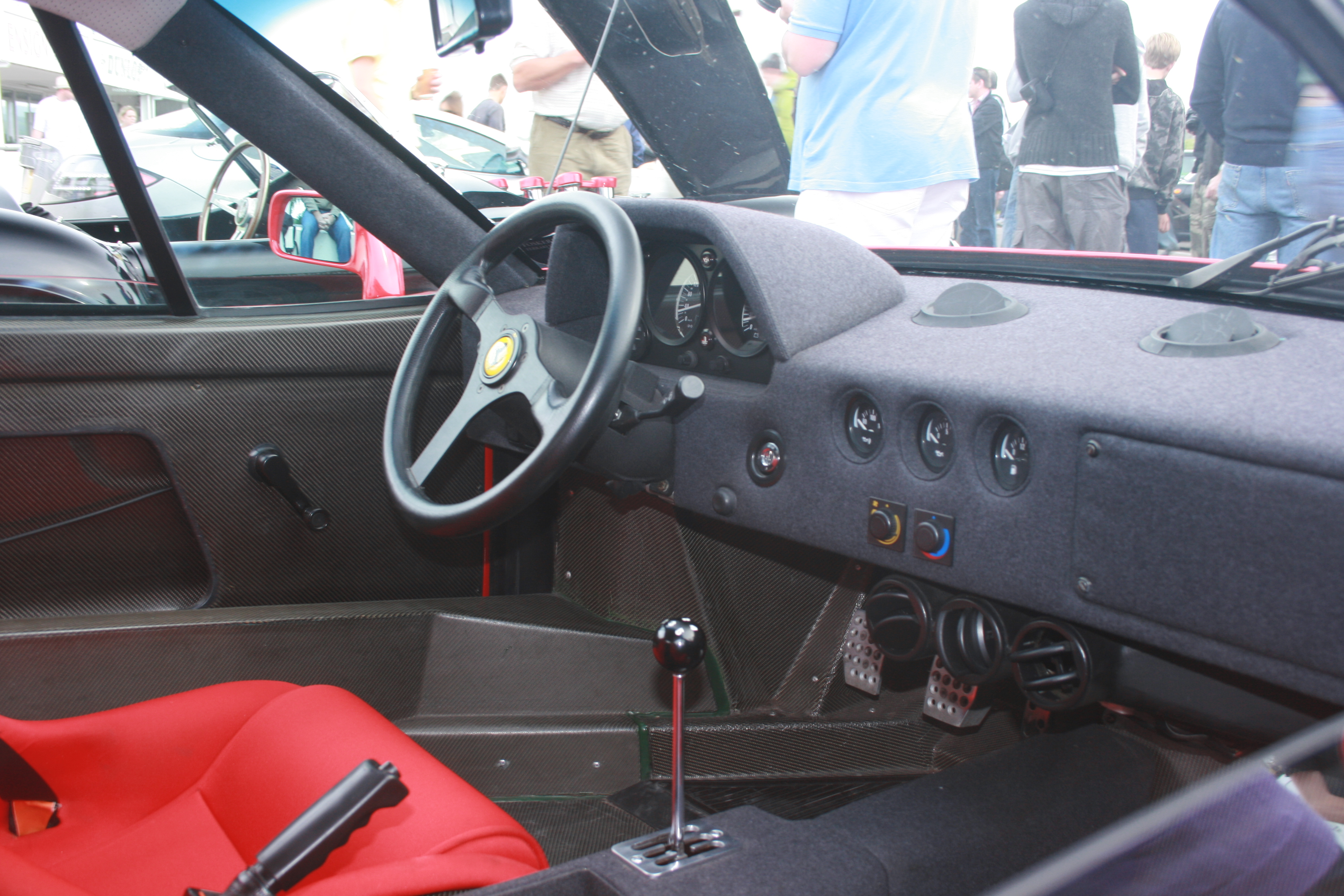
Interior da Ferrari F40.

O motor da F40 é uma versão aumentada do motor IHI V8  da 288 GTO, equipado com biturbo, chegando a 478 cavalos a 7000 rpm. A F40 permaneceu sem conversor catalítico até 1990, quando as leis de emissão dos Estados Unidos foram alteradas para controlar emissões de poluentes. Tendo a F40 três tubos de escape, os tubos laterais liberam a exaustão das bancadas de cilindros, enquanto a saída central libera a exaustão dos gases das wastegates dos turbocompressores.
A configuração de suspensão é semelhante à da 288 GTO, com sistema duplo A, embora muitas partes foram alteradas e atualizadas. Por ser um carro com pouca distância do solo, também foi instalado um sistema que aumenta a altura da suspensão em relação ao solo, caso necessário.
A carroceria recebeu um desenho completamente novo, feito por Leonardo Fioravanti do estúdio Pininfarina. Possui painéis da carroceria feitos de fibra de carbono, alumínio e kevlar, dando baixo peso e alta resistência. O peso do carro também foi reduzido com a substituição das janelas de vidro por Perspex, uma liga acrílica leve e resistente contra impactos. As primeiras unidades possuíam vidros fixos, mas posteriormente foi adicionada uma portinhola deslizável nas janelas laterais. O carro possuía ar condicionado, mas não possuía sistema de som, maçanetas internas, porta-luvas, acabamentos em couro ou carpetes, o que deixava o carro ainda mais leve, e contribuía com sua fama de carro espartano. O peso total era de 1100kg.
A Ferrari F40 foi desenhada e projetada com a aerodinâmica em mente, tendo um coeficiente aerodinâmico de 0,34, boa parte graças à asa traseira. Para alcançar sua velocidade máxima, o carro contava mais com sua baixa resistência ao ar do que com sua potência. A área frontal foi reduzida em relação à 288 GTO Evoluzione, o que suavizou consideravelmente o fluxo de ar. A estabilidade era prioridade antes da velocidade final, assim como o arrefecimento do motor, já que este gerava uma grande quantidade de calor.

## Recepção
Quando a F40 foi lançada, em 1987, o público não se impressionou. Os consumidores a consideraram um tentativa cínica de ganhar dinheiro às custas da boa aceitação da 288 GTO e a alta demanda do Porsche 959. Os especuladores estavam aguardando a morte de Enzo Ferrari, pois sofria de doença renal crônica, e acreditavam que isso serviria para aumentar os preços de venda dos carros da marca principalmente a F40.
Em 1988, a Ferrari convidou jornalistas para testar a F40 no Circuito de Fiorano, e trazer um Porsche 959 ao longo de comparação. A revista Automobile Magazine e a revista Car Magazine fizeram um veredicto global, ambas apontando o Porsche 959 como o melhor carro.

## Ficha técnica
- Motor: V8 Biturbo 2.9L
- Potencia: 478 cv a 7000 rpm
- Torque: 58,8 kgfm  a 4000 rpm
- Cilindrada: 2936 cc

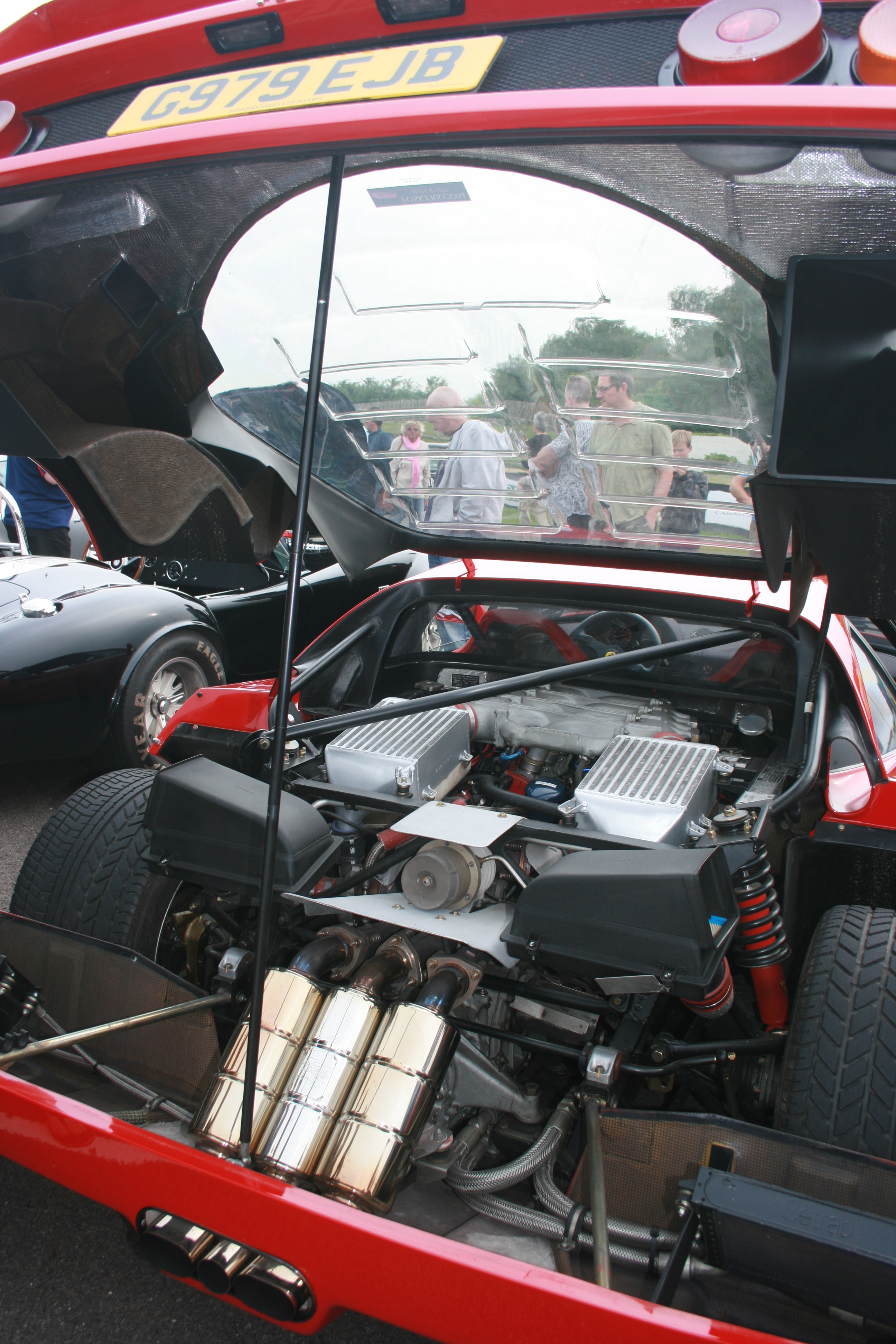
Ferrari F40 com o cofre do motor aberto.

- Freios: discos de 330mm, ventilados nas 4 rodas
- Pneus: dianteiros 245/40 ZR17; traseiros 335/35 ZR17

## Desempenho
- 0-96 km/h: 4,1 segundos
- 0–100 km/h: 4,3 segundos

- 0–400 m: 11.9 segundos

- 0–1000 m: 20.9 segundos
- Velocidade máxima: 324 km/h.

## Corridas

### Ferrari F40 LM

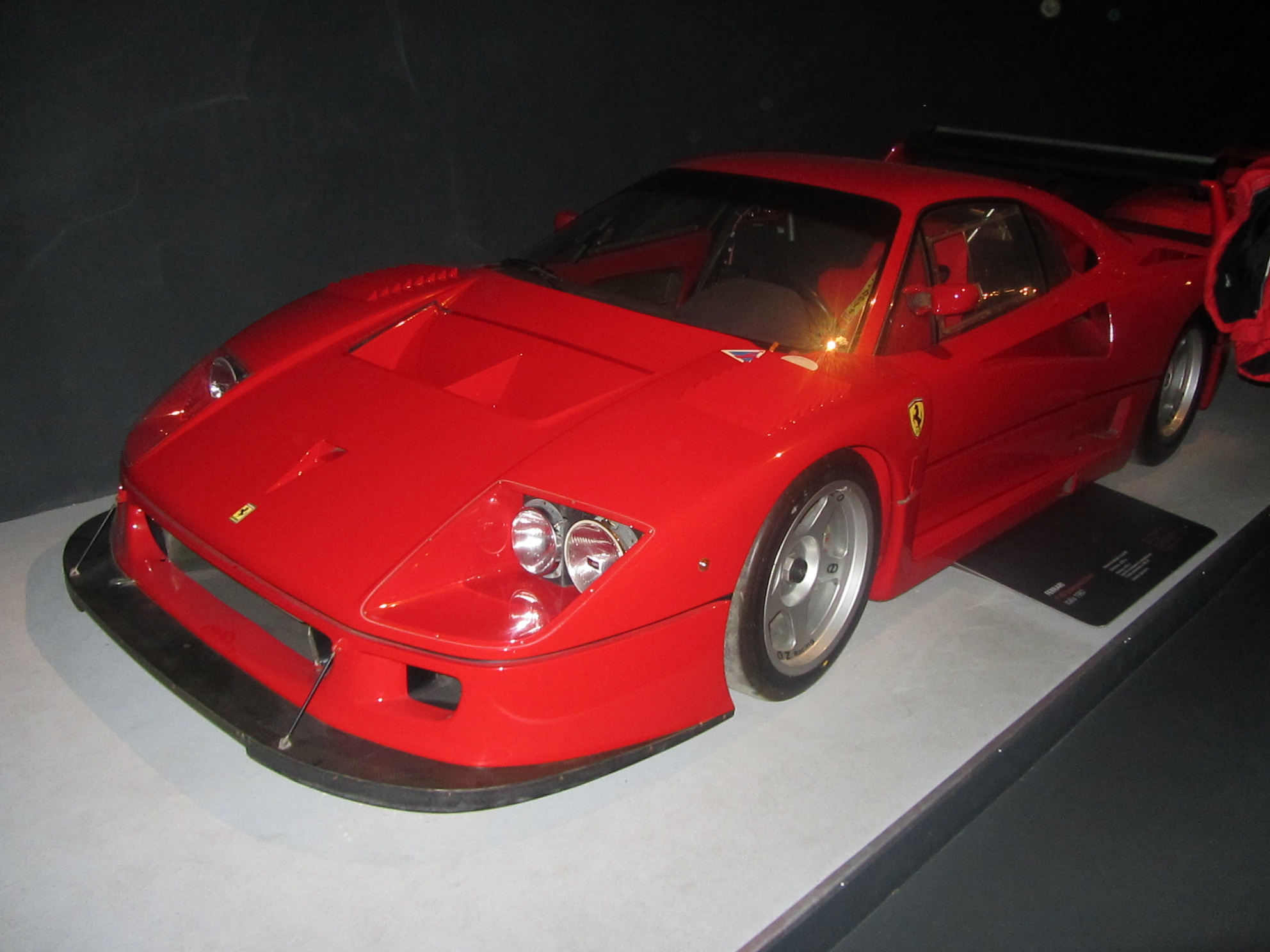
Ferrari F40 LM

Em 1989, a empresa Michelotto (responsável pela construção da 288 GTO Evoluzione) foi contratada novamente, desta vez para transformar a F40 em um carro de corrida. A Ferrari F40 LM (LM, de Le Mans) recebeu poucas modificações estéticas, como um splitter de fibra de carbono na dianteira, difusores na traseira, aerofólio ajustável, novas entradas de ar e a remoção dos faróis escamoteáveis, que deram lugar a um conjunto convencional atrás de uma cobertura de Perspex.
O painel teve ainda mais componentes retirados, e recebeu uma interface digital como nos demais carros de corrida. Já na performance, as modificações foram mais abrangentes: o motor, apesar de ser o mesmo V8 biturbo de 2.9 litros, recebeu um novo módulo de controle e um aumento de pressão nos turbos que elevaram a potência para até 720 cv. A suspensão foi revisada, os freios foram substituídos por peças maiores e o chassi tubular foi reforçado. O peso total do carro chegava agora a 1050kg e a velocidade máxima era de 367 km/h, indo de 0-100 km/h em 3.1 segundos. 
Apesar do vasto trabalho da Ferrari e da Michelotto, a F40 LM não foi usada pela equipe da Ferrari em corridas. Os 19 exemplares da F40 convertidos para F40 LM entre os anos de 1989 e 1994, foram comprados por corredores privados, sendo sua maioria pilotos da Le Mans.

### Ferrari F40 LM/GTE

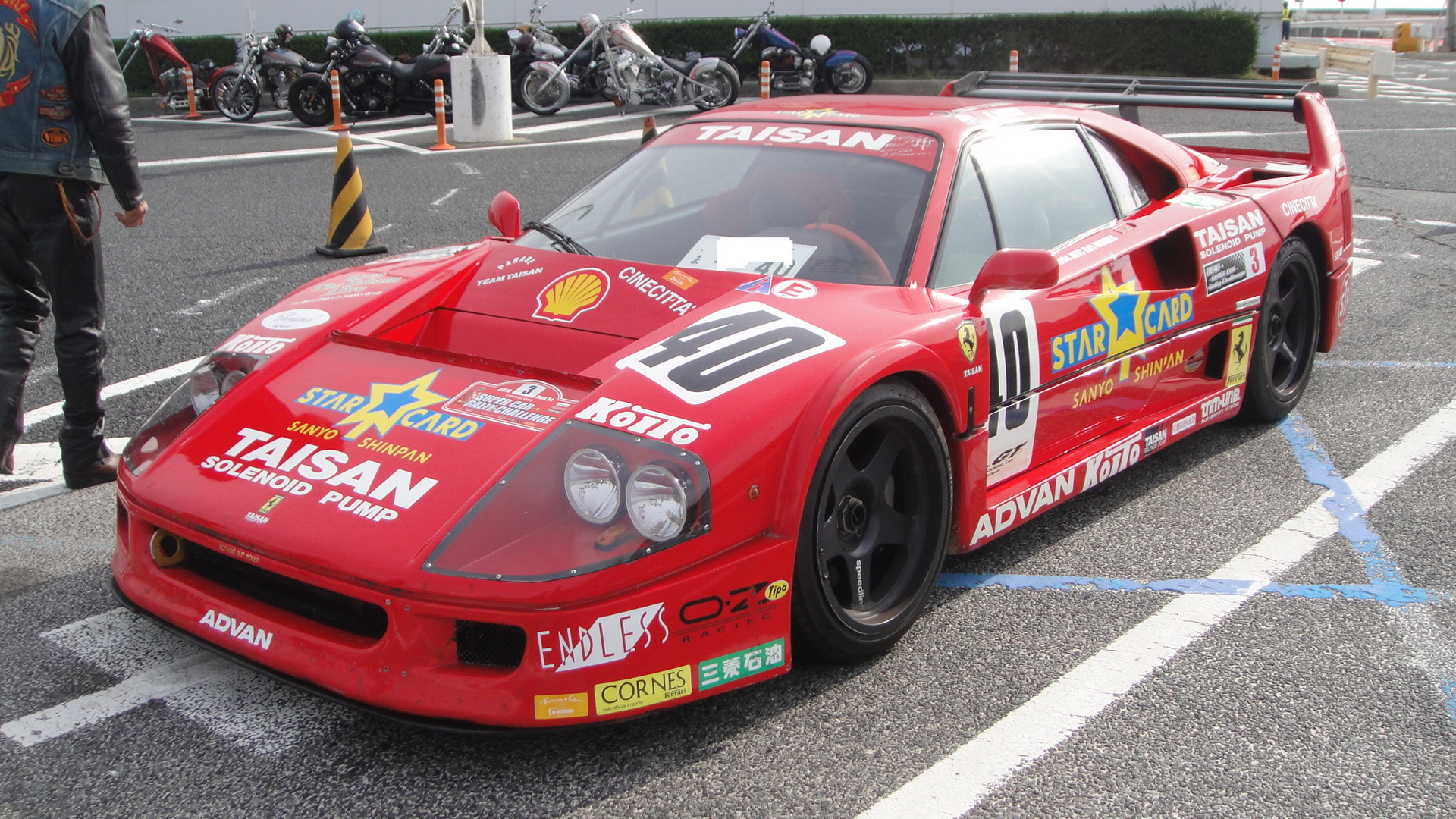
F40 LM/GTE

Além das 19 Ferrari F40 LM feitas pela Ferrari e pela Michelotto, outras 27 F40 de rua foram convertidas por particulares para uso em corridas, seguindo as especificações das F40 LM originais. O colecionador e historiador automotivo Michael Sheehan as chama de F40 LM/GTE.
As modificações visuais também podem ser mais abrangentes, como aerofólios maiores, pára-choques diferenciados e alterações no interior.  

## Ferrari F40 Competizione
O F40 Competizioneé uma versão não patrocinada e mais potente do F40 LM que foi criada como resultado de pedidos de consumidores em nome de um importador francês que queria participar nas 24 Horas de Le Mans.
A potência do F40 Competizione é de 700 cv; 691 cv (515 kW) a 8.100 rpm são fornecidos por um motor V8 atualizado com dupla turbocompressão. É relatado que o carro pode atingir uma velocidade máxima de cerca de 367 km / h (228 mph).
O carro com o número 80782 foi originalmente comprado como um carro de estrada e importado para os Países Baixos em 1989 pelo importador oficial da Ferrari, a Kroymans BV. Pieter van Erp, da Cavallino Tuning, a divisão de corridas da Kroymans, trabalhou então para colocar o carro na especificação "Competizione", com novos amortecedores, novos instrumentos, travões, carroçaria e uma nova pintura.

## Outros

### Acrobacias em Ferrari F40
O grupo de internautas 'Tax The Rich' é conhecido pela utilização de supercarros fora do seu 'habitat'. Em 2016 a Ferrari F40 não escapou e o grupo realizou um vídeo que rapidamente se tornou viral na Internet com o título 'Farmkhana', similar ao 'Gymkhana' do piloto americano Ken Block, repleto de acrobacias. O grupo utilizou o carro com o chassis 74007, um carro convertido para competição pelos especialistas da Michelotto. 

### Ferrari F40 de Lego
A Lego disponibiliza no seu catálogo de produtos Creator um kit para construir o Ferrari F40. Com um custo de aproximadamente 90 euros em Portugal, este kit tem 1158 pequenas peças de plástico.